# Пиетро Раймонди
Пиетро Раймонди (на италиански: Pietro Raimondi, * 20 декември 1786 в Рим, † 30 октомври 1853 също там) е италиански композитор и музикален педагог.

## Биография и творчество
Раймонди, бедно дете, е даден от овдовялата му майка при богата леля, която го изпраща в консерваторията „San Pietro a Majella“ в Неапол, където е контрапункт ученик на Джакомо Трито. След шест години леля му отказва да му помага и Раймонди се връща при майка си в Генуа, където написва няколко опери. През 1811 г. той се връща в Неапол, където пише почти всичките си около 40 опери през следващите 30 години. През 1824 г. той е музикален директор на кралския театър Teatro San Carlo в Неапол. През 1833 г. е доцент и директор на консерваторията в Палермо.
От 1820-те години той пише шест фуги. През 1847 – 1848 г. пише три оратории Putifar, Giuseppe и Giacobbe, които са поставени на 7 август 1852 г. в Teatro Argentina в Рим с 430 участници и концерт от шест часа. Като прочут той е приет от папата и получава златен медал. Разболява се нелечимо.